# Mexicaanse algemene verkiezingen 2006

Overzicht van de presidentsverkiezingen. Blauwe staten zijn door Calderón gewonnen (16), en de gele staten door López Obrador (13+DF).

Op zondag 2 juli 2006 vonden er in Mexico algemene verkiezingen plaats. Er werd gestemd voor:
- Een president, de opvolger van Vicente Fox. De president zal voor 6 jaar dienen.
- 500 leden voor de kamer van afgevaardigden. 300 worden via kiesdistricten gekozen en 200 worden door evenredige vertegenwoordiging bepaald. De afgevaardigden zullen 3 jaar dienen.
- 128 senatoren. Elke staat levert 3 senatoren, de overigen worden via nationale lijsten gekozen. De senatoren zullen 6 jaar dienen.

Tegelijkertijd vonden er gouverneursverkiezingen plaatsvinden in Jalisco, Guanajuato en Morelos en werd in Mexico-Stad een nieuwe burgemeester gekozen.

## Campagne

### Kandidaten
De volgende politici waren kandidaat bij de presidentsverkiezingen van 2006:
- Felipe Calderón, voormalig minister van energie en partijvoorzitter, was kandidaat voor de Nationale Actiepartij (PAN). Hij versloeg in de voorverkiezingen Alberto Cárdenas, voormalig gouverneur van Jalisco, en Santiago Creel, voormalig minister van binnenlandse zaken, die vooraf als favoriet getipt was.
- Roberto Madrazo, voormalig gouverneur van Tabasco en partijvoorzitter, was presidentskandidaat voor de Institutioneel Revolutionaire Partij (PRI). Binnen zijn partij ondervond Madrazo veel weerstand. Een factie onder leiding van Arturo Montiel deed er alles aan om te voorkomen dat Madrazo, die in hun ogen veel te corrupt was, kandidaat zou worden. Montiel raakte echter zelf in een corruptieschandaal betrokken en trok zijn kandidatuur in. De kandidatuur van Madrazo werd ook gesteund door de Groene Ecologische Partij van Mexico (PVEM), die oorspronkelijk Bernardo de la Garza als kandidaat wilde stellen. De coalitie tussen PRI en PVEM heeft de naam Alianza por México (Alliantie voor Mexico) gekregen.
- Andrés Manuel López Obrador, voormalig burgemeester van Mexico-Stad, was kandidaat zijn voor de Partij van de Democratische Revolutie. Zijn enige tegenstrever, Cuauhtémoc Cárdenas, trok zich in september 2005 terug. De kandidatuur van López Obrador werd ook gesteund door de kleinere partijen Convergentie en Partij van de Arbeid (PT). Deze coalitie kreeg de naam Por el bien de todos (Voor het welzijn van allen). Madrazo verklaarde eerder veel gelijkenis te zien in Obrador en Chávez en meende dat als Obrador aan de macht zou komen, buitenlandse investeerders Mexico, net als bij Venezuela destijds, de rug toe zullen keren.
- De feministe Patricia Mercado was presidentskandidaat voor het Sociaal-Democratisch en Boerenalternatief, kortweg Alternativa. Deze partij had nog nooit eerder deelgenomen aan de verkiezingen.
- Roberto Campa Cifrián was kandidaat voor de nieuwe partij Nieuwe Alliantie (PNA).

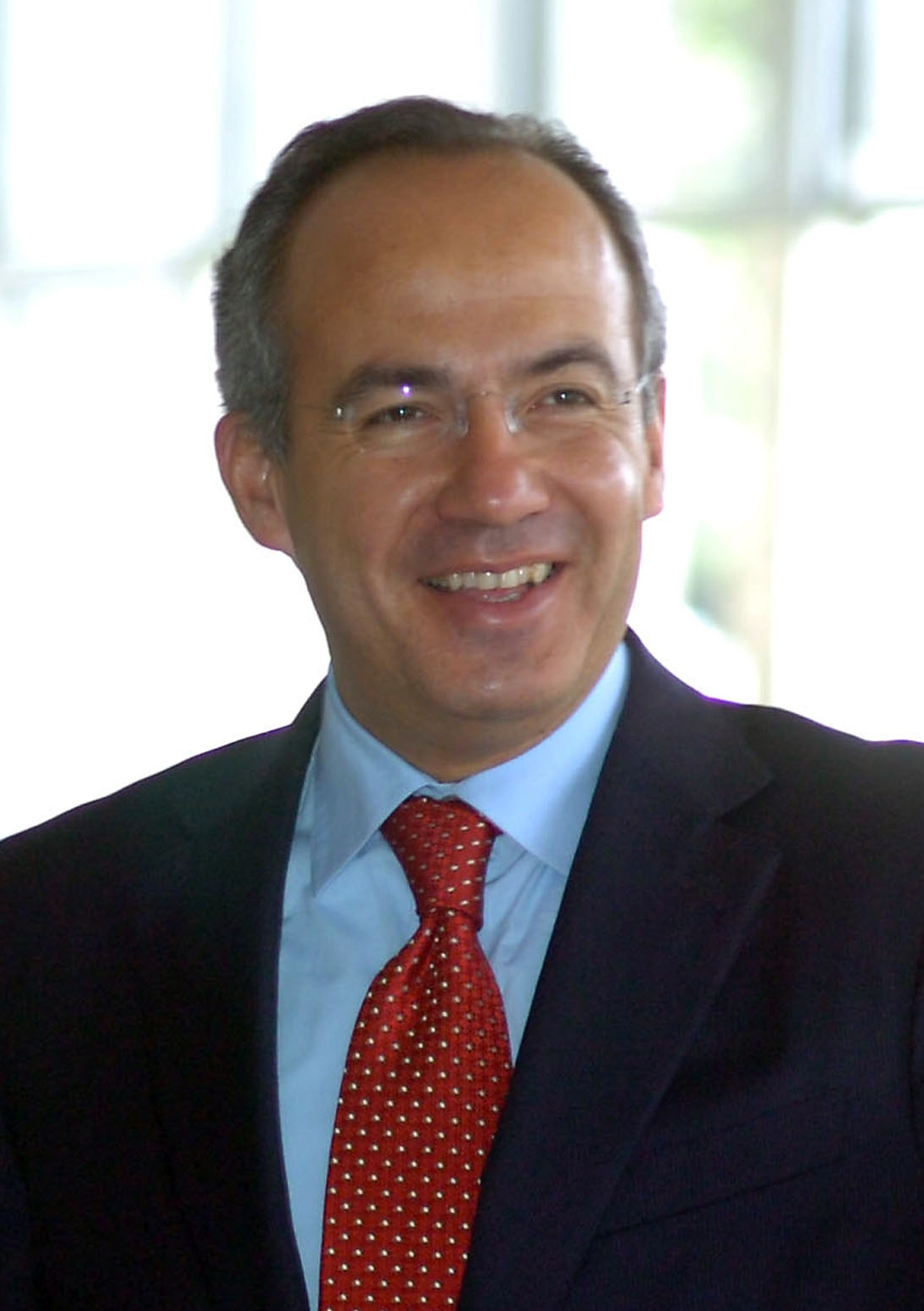
Felipe Calderón
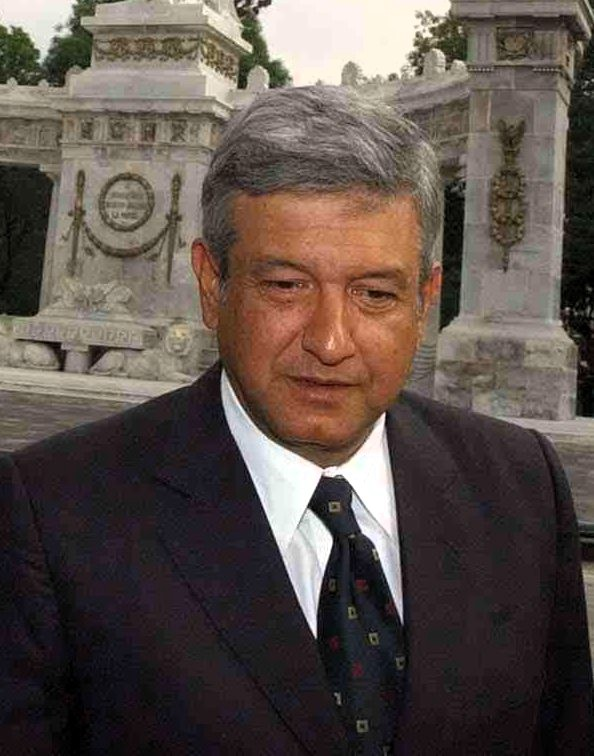
Andrés Manuel López Obrador
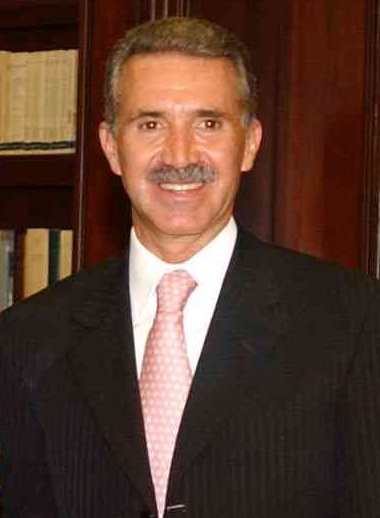
Roberto Madrazo

### Debatten
In de aanloop naar de verkiezingen werden er twee debatten voor de presidentskandidaten georganiseerd. Het eerste debat van 25 april was vooral opvallend wegens de afwezigheid van López Obrador, wiens plaats werd ingenomen door een lege stoel. De meeste kijkers wezen Calderón en Mercado als winnaars aan, terwijl Madrazo als verliezer werd gezien. Tijdens het tweede debat op 6 juni waren wel alle kandidaten aanwezig, en hier wezen kijkers zowel Calderón als López Obrador als winnaar aan. Voor beide debatten gold dat de kandidaten hun tegenstanders volgens velen meer persoonlijk aanvielen dan nodig was geweest, een toon die eigenlijk voor de hele campagne gold.

### Peilingen
Gedurende lange tijd wezen peilingen op een overwinning voor López Obrador met zo'n 40%, maar na het eerste debat, waarin López Obrador afwezig was, verloor hij steun en wezen de meeste peilingen Calderón als winnaar aan met zo'n 35-40%, met López Obrador op 30-35%. In de laatste weken maakte López Obrador zijn achterstand echter weer goed. In de laatste peilingen, die een week voor de verkiezingen werden gehouden (het is volgens de Mexicaanse kieswet niet toegestaan in de laatste week van de verkiezingen opiniepeilingen te houden), stond López Obrador weer aan de leiding, maar zijn voorsprong op Calderón lag wel binnen de foutmarge. Madrazo zou volgens de peilingen zo'n 25% van de stemmen halen, Mercado 3% en Campa 1%. Verschillende kandidaten en analisten uitten hun zorgen over push polls, peilingen die geen echte peilingen zijn, maar bedoeld om een kandidaat te steunen dan wel zwart te maken.

### "De Andere Campagne"
Naar aanleiding van de presidentsverkiezingen maakte het Zapatistisch Nationaal Bevrijdingsleger (EZLN), een inheemse verzetsbeweging uit Chiapas, een tour door Mexico. Ze noemden deze tour "De Andere Campagne" (La Otra Campaña) en zetten zich af tegen de gevestigde politiek, die zij als neoliberaal en ondemocratisch zien. Enigszins opvallend haalde het EZLN fel uit naar de linkse kandidaat López Obrador en de PRD. Omdat de meeste PRD'erst voormalige PRI'ers waren, zijn zij volgens het EZLN net als de anderen "dieven en moordenaars".

## Officiële uitslagen

### Presidentsverkiezingen
| Partij/Alliantie | Kandidaat                   | Stemmen    | Percentage |
| --- | --------------------------- | ---------- | ---------- |
| Nationale Actiepartij (PAN)                                                                                                  | Felipe Calderón             | 15.000.284 | 35,89%     |
| Alliantie voor Mexico (Institutioneel Revolutionaire Partij (PRI), Groene Ecologische Partij van Mexico (PVEM))              | Roberto Madrazo             | 9.301.444  | 22,26%     |
| Alliantie voor het Welzijn van Allen (Partij van de Democratische Revolutie (PRD), Partij van de Arbeid (PT), Convergentie)) | Andrés Manuel López Obrador | 14.756.350 | 35,31%     |
| Sociaaldemocratisch- en Boerenalternatief (PASC)                                                                             | Patricia Mercado            | 1.128.850  | 2,70%      |
| Nieuwe Alliantie (PANAL) | Roberto Campa Cifrián       | 401.804    | 0,96%      |
| niet-geregistreerde kandidaten                                                                                               |                             | 297.989    | 0,71%      |
| ongeldige stemmen |                             | 904.604    | 2,16%      |

### Kamer van Afgevaardigden
| Partij/Alliantie | Zetels        | Percentage |
| --- | ------------- | ---------- |
| Nationale Actiepartij (PAN)                                                                                             | 208           | 33,4%      |
| Alliantie voor Mexico Institutioneel Revolutionaire Partij (PRI) Groene Ecologische Partij van Mexico (PVEM)            | 123 106 17    | 28,2%      |
| Alliantie voor het Welzijn van Allen Partij van de Democratische Revolutie (PRD) Partij van de Arbeid (PT) Convergentie | 157 127 13 17 | 29,0%      |
| Sociaaldemocratisch- en Boerenalternatief (PASC)                                                                        | 4             | 2,0%       |
| Nieuwe Alliantie (PANAL)                                                                                                | 10            | 4,6%       |

### Kamer van Senatoren
| Partij/Alliantie | Zetels  | Percentage |
| --- | ------- | ---------- |
| Nationale Actiepartij (PAN)                                                                                             | 52      | 33,6%      |
| Alliantie voor Mexico Institutioneel Revolutionaire Partij (PRI) Groene Ecologische Partij van Mexico (PVEM)            | 39 31 8 | 28,0%      |
| Alliantie voor het Welzijn van Allen Partij van de Democratische Revolutie (PRD) Partij van de Arbeid (PT) Convergentie | 36 31 5 | 29,7%      |
| Sociaaldemocratisch- en Boerenalternatief (PASC)                                                                        | 0       | 1,9%       |
| Nieuwe Alliantie (PANAL)                                                                                                | 1       | 4,0%       |

## Protesten

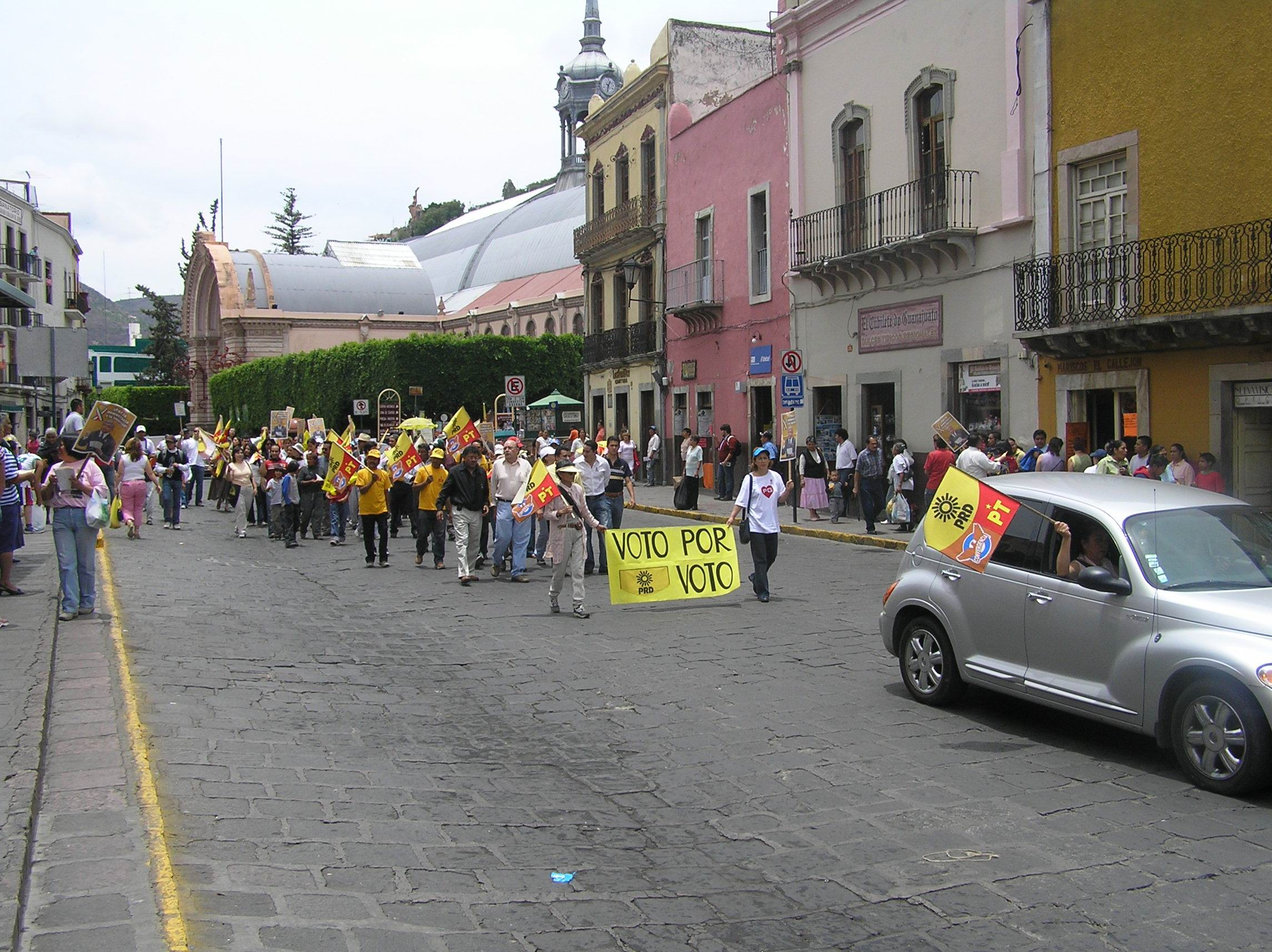
Demonstratie van aanhangers van López Obrador in Guanajuato

Exit-polls en de eerste uitslagen wezen op een too close to call-situatie, waarbij Calderón en López Obrador vrijwel evenveel stemmen hadden. Hierop riepen beide kandidaten zich tot winnaar uit, ondanks beloften dit niet te doen totdat de uiteindelijke uitslag bekend zou zijn. Nadat 98,5% van de stemmen waren geteld leidde Calderón met 1% voorsprong op López Obrador, een getal dat later tot 0,64% werd bijgesteld.
Hierna ging het Federaal Electoraal Instituut (IFE) over tot het controleren van alle stembussen. López Obrador maakte een dag na de verkiezingen bekend dat 3 miljoen stemmen vermist zouden zijn, en eiste een volledige hertelling. Op 6 juni maakte het IFE de definitieve uitslag bekend, waarbij Calderón met 0,58% verschil zou hebben gewonnen, waarna deze López Obrador opriep zijn nederlaag te erkennen. López Obrador sprak van fraude. Zo zouden er nog altijd 2,5 miljoen stemmen niet geteld zijn, terwijl andere stemmen juist dubbel of driemaal waren geteld. Ook zouden er op verschillende plaatsen in de deelstaat Mexico stembiljetten op vuilnishopen zijn aangetroffen, terwijl in dezelfde staat en andere plekken in het land ook stembussen eerder waren gesloten wegens tekort aan stembiljetten of slecht weer, waardoor sommigen hun stem niet konden uitbrengen. López Obrador verklaarde de uitslag te zullen aanvechten bij het Electoraal Gerechtshof. Ook riep hij zijn aanhangers op om op zaterdag 8 juni te demonstreren tegen de fraude op het Zócalo, het centrale plein van Mexico-Stad, wat het begin was van aanhoudende protesten.
Inmiddels hadden aanhangers van López Obrador verschillende strategische punten in Mexico-Stad bezet, waaronder de Paseo de la Reforma en de omgeving van het Congres van de Unie. Ook in andere delen van het land vonden protesten plaats; zo is de grensovergang naar de Verenigde Staten bij Ciudad Juárez een tijd bezet geweest. De acties werden gesteund door (linkse) organisaties uit het hele land, waarvan de Volksassemblee van het Volk van Oaxaca (APPO) in Oaxaca de Juárez het meest noemenswaardig is. Deze organisatie was voortgekomen uit een protest van leraren, maar was uitgegroeid tot een bredere verzetsbeweging gericht tegen de autoritaire gouverneur Ulises Ruiz (PRI), waarvan zij het aftreden eisten. Verschillende gevechten vonden plaats tussen linkse demonstranten enerzijds en Ruiz-getrouwe knokploegen gesteund door de staatspolitie anderzijds. Berichten dat hierbij doden zijn gevallen zijn niet bevestigd.
Op 20 augustus zorgden de gouverneursverkiezingen in Chiapas voor een nieuwe bijdrage tot de protesten. PRD-kandidaat Juan José Sabines Guerrero won volgens voorlopige uitslagen de verkiezing met slechts 0,22% voorsprong op José Antonio Aguilar Bodegas van de PRI. Beide kandidaten beschuldigden de ander ervan fraude te hebben gepleegd. Deze verkiezing was van tevoren sowieso al omstreden, daar PAN-kandidaat Francisco Rojas Toledo zich tien dagen voor de verkiezingen had teruggetrokken, en opriep op Aguilar Bodegas te stemmen.
Begin augustus verklaarde het IFE dat ongeveer 9% van de stembussen opnieuw geteld zou worden. López Obrador en zijn aanhangers namen hier geen genoegen mee, en eisten dat alle stemmen opnieuw werden geteld. Hoewel de hertelling snel voorbij was, duurde het enige tijd voordat het Electoraal Gerechtshof de uitslag bekendmaakte. Volgens de PRD hadden de hertellingen fraude uitgewezen, volgens de PAN was dat niet het geval. Uiteindelijk maakte het gerechtshof bekend dat er weliswaar enige onregelmatigheden hadden plaatsgevonden, maar dat de effecten daarvan te weinig uitmaakten om de uitslag te veranderen. López Obrador en zijn aanhangers namen hier echter geen genoegen mee. Op 1 september, de dag waarop altijd het parlementaire jaar geopend wordt en de president een toespraak houdt voor de Kamer van Afgevaardigden, drongen parlementariërs van de PRD en de PT naar voren en verhinderden zij president Fox deze toespraak te houden. Deze verliet hierop het parlementsgebouw, en las de toespraak voor vanuit zijn presidentiële verblijf Los Pinos. Vier dagen later werd Calderón door het Electoraal gerechtshof tot winnaar uitgeroepen. López Obrador legde zich hier nog steeds niet bij neer en vormde een tegenregering, de Nationale Democratische Conventie.